# 스토우빌선
스토우빌선(Stouffvile Line) 은 캐나다 온타리오주 광역 토론토 지역에서 GO 트랜싯이 운영하는 철도 노선 중 하나이다. 스토우빌선 열차는 토론토 시내의 유니언역와 요크지역 북동쪽에 위치한 휘트처치스토우빌의 요크 더럼 라인과 베데스다 로드에 위치한 링컨빌역 구간을 평일에 운행한다.
1832년에 형성된 역사적인 동네인 스토우빌은 이 노선의 종착역이 아니지만 종착역인 링컨빌역은 밭 한가운데에 있는 주차장에 위치해있는 관계로 이 노선의 상징성을 대표하기는 힘든 관계로 노선명으로 종착역 이전의역 이름을 따서 지어졌다.
2019년 11월 2일 기준으로 GO 트랜싯은 링컨빌에서 유니언역까지 평일 출근 시간대에 열차 9대를 운행하며, 반대로 유니언역에서 평일 퇴근 시간대에 8대의 열차가 운행한다. 그 외에 유니언역과 유니언빌역 사이에 아침과 오후 러시 아워 사이에 양방향 한 시간 간격으로 운행하며, 저녁 시간대에도 두역 구간을 운행한다. 주말과 공휴일 아침에는 링컨빌역에서 유니언역까지 통근열차가 세 대 운행하며, 이후 한 시간 간격으로 마운트조이역에서 유니언역까지 한 시간 간격으로 운행한다. 반대 방향으로 유니언역에서 마운트조이역까지 한 시간 간격으로 운행하며 토요일과 공휴일 밤에는 링컨빌역까지 통근열차가 세 대가 운영한다.
유니언역에서 스카버러역까지  2015년 2월 2일부터 토론토 교통국의 블루어-댄포스 선 승객을 분산시키기 위해 레이크쇼어 이스트 선의 댄포스역과 스카버러역에 스토우빌선 열차 일부가 정차하기 시작했다. 링컨빌까지 운행하는 통근열차는 굿우드와 억스브릿지까지 연계 셔틀버스가 운행하며 유니언빌역에 종착하는 열차 또한 억스브릿지까지 연계 버스가 운행한다.

## 역사
요크 카운티 동쪽에 처음으로 여객 열차 운행이 시작한 시점은 1868년 토론토 & 니피싱 철도의 설립 인가가 떨어졌을 때였다. 스카버러 남쪽과 코보콘크 마을을 잇는 철도 노선 공사가 시작되었고 1871년 6월에 억스브릿지까지 철도가 완공되었다. 이 노선은 이후 1871년 11월에 캐닝턴까지 연장되었고 1872년 11월에 코보콘크까지 완공되었다.
이 노선의 철로 궤간은 1067mm로 협궤 노선이였다. 목재와 장작 수요가 선로 용량이 넘칠 정도로 많았지만 1870년대에 다른 철도와 마찬가지로 경제적 난황을 이기 못해 수익이 줄어들었다. 투자자들은 수익이 줄어든 이유로 철도가 협궤로 지어져서 다른 표준궤 노선과 연계하여 화물 운송을 할 수 없는 점을 들었다.
1881년 7월, 미들랜드 철도가 토론토 & 니피싱 철도를 인수하였고 이 노선은 표준궤로 전환되었다. 미들랜드 철도의 영향은 스카버러에서도 볼 수 있는데 노선 동쪽을 따라 나란히 달리는 미들랜드 애비뉴가 이 철도 회사의 이름을 따서 지어졌다. 1884년, 미들랜드 철도는 그랜드 트렁크 철도에 인수되었고 이는 이후 캐나다 내셔널 철도에 다시 인수되었다. CN은 이 노선을 억스브릿지 선으로 명명하였다.
억스브릿지 선을 따라 달리는 여객 철도는 통근객을 위한 열차가 아니였다. 처음에는 론빌에 있는 미들랜드정션역과 토론토를 잇는 열차가 두 대씩 양방향으로 운행했고 한 대는 북동쪽으로 코보콘크까지 운행하였다. 토론토 북동쪽에 있던 시골 마을의 수요는 저조하기만 하였으며 20세기에 들어서서 도로 개량과 자동차 보편화로 쇠락의 길을 걷게 되었다.
1955년에는 코보콘크에서 억스브릿지까지 여객 열차 운행이 중단되었으며 30년 뒤 선로 또한 폐선되었다. 1963년에는 억스브릿지까지 이어지는 여객열차 운행이 중단되고 CN 열차는 토론토 유니언역에서 마컴으로 가는 열차를 5시 20분에 딱 한 대 운행하였다. 토론토로 돌아오는 열차는 존재하지 않았다.

### 통근 수요 형성
억스브릿지 선 남쪽에는 새로운 통근 패턴이 생기기 시작하였다. 2차 세계 대전 이후, 토론토의 도시 팽창은 스카버러 타운십까지 이어졌고 1960년 초반에 들어서서는 이 팽창이 통합시 밖으로 퍼져나가 마컴과 유니언빌까지 이어졌다.
1971년, 온타리오주 정부는 새로운 도시 팽창을 해결하기 위해 요크 카운티를 오늘날의 요크 지방자치구로 재개편하였다. 마컴 타운십 대부분과 마컴 마을은 같은 이름의 소도시로 통폐합되었고 마컴 북쪽에 있는 휘트처치 타운십은 스토우빌 마을과 통합되어 오늘날의 휘트처치 스토우빌이 되었다. 이에 따라 1961년에 인구 4,294명에 불과했던 마컴은 10년 뒤 36,684명으로 10배 가까이 불어났고 대부분은 토론토로 출퇴근하였다.
마컴과 토론토 유니언역을 잇는 대중교통 편이 필요했지만 CN 철도는 그에 따른 여객 열차 운행에 별다른 관심을 보이지 않았다. 대신 CN 철도는 캐나다 철도위원회에 토론토와 마컴간 여객 철도 운행을 중단하고자 신청서를 제출하였다. 캐나다 철도위원회는 이 신청서를 반려했을 뿐만 아니라 스토우빌까지 여객 철도를 복원하고 양방향으로 승객을 실어나르라고 명령하였다.
CN 또한 다른 철도 회사도 여객 열차 운행을 전면 중단하길 바랐고 이에 따라 1970년대에 연방 공기업인 VIA 철도가 설립되어 CN과 CP의 여객 운송 부문을 담당하게 되었고, 이에 따라 스토우빌 통근 열차도 맡게 되었다. 하지만 1981년에 연방 정부가 VIA 철도에 예산 감축을 감행하여 스토우빌선 운행에 손을 떼게 되었다.
주정부가 개입하기 시작한 것은 이 시점으로, GO 트랜싯은 이미 수 년째 레이크쇼어, 조지타운, 리치먼드힐 선을 성공적으로 운행하고 있었고 밀턴 방면 열차는 1981년 10월 26일에 운행을 시작하였다. GO 트랜싯이 광역 토론토 지역의 승객들을 실어나르기 위해 설립된 만큼 VIA 철도의 스토우빌과 배리 선 또한 GO 트랜싯이 운영하는 게 바람직해보였다. 두 노선은 VIA 철도에서 GO 트랜싯 소관으로 이관되었고 1982년 9월 7일, GO 트랜싯 열차가 스토우빌과 브래드퍼드까지 각각 운행을 시작하였다.

### GO 트랜싯 인수
스토우빌선이 운행을 처음 시작할 때 VIA 철도의 여객 열차와 운행 패턴이 비슷하였다. 6량 열차 한 대가 평일 아침에 스토우빌에서 마컴, 유니언빌, 밀리켄, 에이진코트역에 정차한 뒤 유니언역으로 향하였고 평일 오후에 다시 스토우빌로 향하였다. 열차는 케네디역 바로 옆을 지났으나 정차하지는 않았다. 유니언역으로 가는 길에는 레이크쇼어 이스트 선의 스카버러와 댄포스역을 통과하였다. 1983년부터 88년 사이에는 스토우빌선 열차가 이 두역에도 정차하였다. GO 트랜싯이 본격적으로 평상시에 이 노선을 따라 버스를 운행하기 시작한 것은 7년 뒤였다.
스토우빌선 승객 수는 더디게나마 성장하였고 GO 트랜싯 또한 이 노선에 눈길을 끌었다. 1990년 1월 29일에는 두 번째 열차가 운행을 시작하였고 1991년 5월에는 유니언빌역이 유니언빌 타운 센터 밑에 있는 신역사 부지로 이전하여 1868년에 지어진 기존 역사를 교체하였다. GO 트랜싯은 당시 기존 역사는 역사가 깊었지만 주변에 확장할 부지가 마땅히 존재하지 않은 관계로 이전을 감행하였다.
1988년 6월 29일, 유니언역과 에이진코트역 사이를 무정차하는 열차가 재개하였다. 스카버러나 댄포스로 가는 승객들은 불편할 수밖에 없었지만 레이크쇼어 선의 승객들이 스토우빌선 열차에 탑승하는 바람에 열차 안이 혼잡해지는 것을 막기 위함이였다. 2014년, 토론토 시장 존 토리는 토론토 지하철 블루어-댄포스 선의 승객을 분산하기 위해 댄포스역에 1년동안 시범 정차할 것을 요청하였다. 2018년 11월 현재 이 열차는 아직도 댄포스역에 정차하며 스카버러역에도 열차 한 대가 정차한다.

### 승객 수 증가
1991년에 들어서서 마컴 인구는 15만 3811명으로 치솟았다. 휘트처치 스토우빌의 인구는 1만 9036명을 기록하였다. 스토우빌선 버스는 1990년대 초반부터 운행을 시작하였고 2000년 5월 1일에 마컴과 유니언역간 왕복 열차 두 편이 추가되었다. 또한 2004년 4월 30일, 유니언역에서 아침에 마컴으로, 오후에 다시 유니언역으로 돌아오는 반대 방향의 통근 열차 편이 운행을 시작하였다. 이는 기존에 회송하던 열차에 승객들을 대신 실어나르면서 운행 비용을 최소화하였다.
2004년에는 또한 스토우빌선에 새로운역이 개장하였다. 첫 번째로는 마컴 버오크 애비뉴 남쪽, 16번 애비뉴와 메이저 매켄지 드라이브 사이에 있는 마운트조이역이고 두 번째로는 16번 애비뉴와 7번 고속도로 중간에 있는 센테니얼역이 개통하였다. 이 두역이 개통함에 따라 마컴 연선에 더 많은 승객을 수용할 수 있게 되었다.
2005년에는 GO 트랜싯이 케네디역을 기존에 에글린턴 애비뉴에 위치한 케네디 지하철역 바로 옆에 개통하였는데, 이는 GO 트랜싯과 토론토 교통국간에 환승 연계에 대한 문제를 두고 공방을 벌이다 지연 개통되었다. 하지만 2005년 개통 이후로 케네디역을 이용하는 승객들은 유니언역까지 돌아갈 필요 없이 바로 지하철역에서 통근 열차로 갈아탈 수 있게 되었다.
GO 트랜싯은 또한 다른역도 개량하였는데 2005년 9월 6일에는 밀리켄역을 기존 스틸즈 애비뉴 북쪽에서 남쪽으로 이전하여 680대 규모의 환승 주차장과 매표소를 추가하였고 휠체어 승객들도 이용할 수 있게 되었다. 에이진코트역 또한 2009년부터 셰퍼드 애비뉴에 반지하도를 설치해 도로와 입체 교차하게 되었다.

### 승객 수용량 증가
스토우빌선 열차를 처음 운행할 때는 6량으로 시작하였다. 두 번째 열차가 추가될 때에는 두 열차가 스토우빌역에서 밤 사이에 정박하였다. 세 번째 열차가 추가되면서 앞으로 추가 운행할 열차를 정박할 공간이 부족하였다. 이에 따라 스토우빌에서 북동쪽으로 3km가량 떨어진 링컨빌에 새로운 차량 기지를 짓는 공사가 이루어졌다. 링컨빌 차량 기지는 2007년에 개통하였고 12량 열차를 최대 6대까지 수용할 수 있도록 지어졌다. 새로운 차량 기지가 지어짐에 따라 기존에 요크 지역 북쪽과 더럼 지역에서 출퇴근하는 사람들을 위한 환승 주차장이 있었던 링컨빌까지 노선을 연장 운행할 수 있게 되었고 열차를 6량에서 10량까지 증결할 수 있었다. 링컨빌역 (오늘날의 올드엠역)은 2008년 9월 2일에 개통하였다.
이 때까지 유니언과 스토우빌역 사이에 왕복 5편의 열차가 운행하였는데 모두 다 링컨빌로 연장되었다. 2012년에는 토론토에서 유니언빌역까지 왕복 편이 한 편 추가되었고 2013년에는 링컨빌에서 시종착하는 6번째 왕복 편이 운행을 시작하였다. 또한 같은 해에 유니언빌 방면 열차가 한 대 추가되었다.  이와 더불어 GO 트랜싯은 스토우빌선의 혼잡을 줄이기 위해 평일 아침 마지막 3대 열차와 오후 첫 4대 열차를 12량으로 증결하였다. 이는 2012년 가을에 스토우빌의 모든역 승강장이 12량 대응으로 지어지면서 운행을 시작하였다.
GO 트랜싯은 또한 선로 용량을 늘리기 위해 CN 요크 선과의 다이아몬드 평면 교차를 입체화하였고 억스브릿지 선을 복선화하였다.

## 노선
유니언역에서 스카버러역까지, 스토우빌선은 레이크쇼어 이스트선과 함께 킹스턴선을 지난다. 스카버러역 동쪽에 있는 스카버러 분기점에서 스토우빌선 열차는 북쪽으로 이어지는 억스브릿지 선으로 분기하여 미들랜드/댄포스 로드까지 커브하며 이후 케네디와 미들랜드 애비뉴 사이에 있는 선로로 북쪽으로 나란히 운행한다.
억스브릿지 선은 케네디역이 있는 에글린턴 애비뉴까지는 주로 주거 지역이다. GO 트랜싯 열차는 북쪽으로 코베트 초등학교와 코베트 놀이터를 지나간다. 에글린턴 바로 남쪽에 지코 지선이 있는데 이 지선은 블루어-댄포스 선의 케네디역 환승 주차장과 버스 터미널을 지나간다. 여기서 열차가 처음으로 정차하며 블루어-댄포스 선은 물론 스카버러 RT로 갈아탈 수 있다. GO 트랜싯 전용 주차장은 따로 존재하지 않지만 TTC 환승 주차장을 이용할 수 있다.
케네디역에서 엘즈미어 애비뉴까지 스카버러 RT가 억스브릿지 선과 나란히 달린다. 로렌스 애비뉴를 지나면서 바깥 경치는 주거 지역에서 공단 지역으로 바뀐다. 이 공단 지역 일부는 캐나다 내셔널 철도가 아직도 화물 열차를 운행하고 있다. 스카버러 RT는 이후 엘즈미어에서 지하 터널로 들어간 뒤 동쪽으로 스카버러 타운 센터까지 지나간다. GO 트랜싯 열차는 북쪽으로 올라가면서 401번 고속도로와 CP 벨빌 선 아래로 지나가고 셰퍼드 애비뉴에 다다르면서 에이진코트역에 정차한다.
에이진코트역에는 역 건물과 308대의 주차 공간이 있는데, 아직까지는 85번 셰퍼드 이스트 버스로만 갈아탈 수 있지만 셰퍼드 애비뉴와 입체 교차하면서 셰퍼드 애비뉴를 따라 나중에 경전철이 지날 가능성을 열어두고 있다. GO 트랜싯은 또한 에이진코트에서 마컴까지 더 많은 열차를 운행할 수 있도록 복선화 공사를 진행하고 있다.
셰퍼드 북쪽으로 스토우빌선 열차는 또다른 주거 지역을 지나는데 핀치에 다다라서는 또다른 산업 단지가 보인다. 스틸즈 애비뉴 직전에 열차는 밀리켄역에 정차한다. 2005년에 새로 이설된 밀리켄역은역 건물과 매표소, 725대의 주차 공간을 선보인다. 열차는 스틸즈 애비뉴 건널목을 지나가면서 기존 밀리켄역 부지를 지나고 북쪽으로 계속 향한다. 14번 애비뉴를 지나서는 CN 요크 선과 분기하는 두 개의 선로가 보이며, 조금 더 북쪽으로 올라가면 열차가 유니언빌역에 정차하기 직전에 407번 고속도로 밑을 지난다.
유니언빌역은 광활한 공업 지역 한가운데에 위치해있어서 건물들이 드문드문 나있다. 이 역에는 역 건물과 1506대의 주차 공간은 물론역으로 마중 나오는 차량을 위한 정차 공간이 있다. 또한 피커링, 억스브릿지, 리치먼드힐역으로 가는 GO 버스와 러시 아워에만 정차하는 비바 핑크의 종점이 보인다.
유니언빌역 북쪽으로는 유니언빌 동네 중심부를 지나며 선로가 동쪽으로 꺾인다. 주거 단지가 선로와 가까워지며 열차는 센테니얼에 도착한다. 센테니얼은 마컴 북쪽의 주거 단지에 새로 개장한역으로 445대의 주차 공간을 선보인다. 10분도 채 안되어 열차는 마컴역에 도착하는데, 이 역은 토론토 & 니피싱 철도 당시역이 아직도 쓰이고 있는 여덟 곳 중 하나이다. GO 트랜싯은 현재 이 역의 승강장을 쓰고 있지만 구역사는 쓰지 않고 있다.
선로는 다시 북쪽으로 꺾여 마운트조이 직전에 마컴 시가지 북쪽 끝에 또다른 선로가 분기한다. 마운트조이역은 마컴역과 달리 953대의 넉넉한 주차 공간을 선보인다. 이후 계속 북쪽으로 이어지는 스토우빌선은 메이저 매켄지 드라이브를 건너고 휘트처치 스토우빌에 진입한다. 바깥 경치는 시가지를 지나 밭이 보인다. 9번 라인을 지나고 스토우빌 구 시가지의 새로운 선로로 진입하게 된다. 스토우빌역은 스토우빌 중심가에 위치해있어서 지역 주민들이 손쉽게 열차를 이용할 수 있지만 중심가에 위치해있는 관계로 주차 공간은 부족하다. 이에 따라 2008년부터 스토우빌선이 북쪽과 북동쪽으로 연장되어 다시 3km가량 벌판을 지나 허허벌판인 올드엠역에 종착한다. 이 역에서는 스토우빌선 열차가 야간에 정박하는 야적장이 보인다.
올드엠 이후로는 선로가 숲과 계곡을 지나가는데 이후 1950년대 이후로 여객 운행이 중단된 굿우드 중심가를 지나간다. 억스브릿지는 훨씬 더 떨어져있으며 굽이굽이 강가를 따라간다. GO 트랜싯 통근열차로는 이 경치를 볼 수는 없으나 요크 더럼 문화유산 열차가 스토우빌과 억스브릿지 간 관광 열차를 매주 일요일에 운행하며, 가을 단풍 열차는 10월에 운행한다.

## 미래
2015년 2월 12일, 메트로링스는 에이진코트에서 밀리켄역까지 복선화 공사를 진행할 업체를 선정하였다. 메트로링스는 또한 억스브릿지 선의 나머지 17km 구간을 복선화할 계획으로 2016년에 공사를 시작하였다. 2016년 12월 31일에는 유니언-올드엠간 7번째 왕복 열차가 운행을 시작하였고 2017년 9월 26일에는 왕복 9편에다가 평일 낮 시간대와 늦은 저녁 시간대에 양방향 1시간 간격으로 운행하기 시작하였다.
GO 트랜싯은 앞으로 복선 전철화 작업을 통해 선로 용량을 늘려 평일 러시 아워에 유니언빌에서 유니언역까지 양방향 15분 간격, 아침에 올드엠에서 유니언역까지, 오후에 반대로 유니언역에서 올드엠까지 20분 간격으로 운행하고 나머지 평일 낮, 저녁 및 주말에는 유니언빌역에서 유니언역까지 양방향 15분 간격, 마운트조이에서 유니언역까지 양방향 1시간 간격으로 운행할 계획에 있다.